# Komenda Wojewódzka Policji w Katowicach
Komenda Wojewódzka Policji w Katowicach im. insp. dr. Adama Kocura – jednostka organizacyjna Policji obejmująca swoim zasięgiem terytorium województwa śląskiego, podlegająca bezpośrednio Komendzie Głównej Policji. Funkcję Komendanta Wojewódzkiego pełni nadinsp. Mariusz Krzystyniak.

## Struktura organizacyjna[3]
- kierownictwo:
  - Komendant,
  - I Zastępca Komendanta,
  - Zastępcy Komendanta;

- komórki służby kryminalnej:
  - Wydział Kryminalny,
  - Wydział Techniki Operacyjnej,
  - Wydział Wywiadu Kryminalnego,
  - Laboratorium Kryminalistyczne,
  - Wydział do spraw Zwalczania Przestępczości Pseudokibiców,
  - Wydział do Walki z Korupcją
  - Wydział do Walki z Przestępczością Narkotykową,
  - Wydział do Walki z Przestępczością Gospodarczą,
  - Wydział Poszukiwań i Identyfikacji Osób;

- komórki służby prewencyjnej:
  - Wydział Prewencji,
  - Sztab Policji,
  - Wydział Ruchu Drogowego,
  - Wydział Konwojowy i Policji Sądowej,
  - Wydział Postępowań Administracyjnych;

- komórki służby wspomagającej działalność Policji w zakresie organizacyjnym, logistycznym i technicznym:
  - Gabinet Komendanta Wojewódzkiego Policji,
  - Wydział Kadr,
  - Wydział Doboru i Szkolenia,
  - Wydział Kontroli,
  - Wydział Psychologów,
  - Wydział Finansów,
  - Wydział Zaopatrzenia,
  - Wydział Transportu,
  - Wydział Inwestycji i Remontów,
  - Wydział Teleinformatyki,
  - Wydział Bezpieczeństwa Informacji,
  - Wydział Zamówień Publicznych,
  - Zespół do spraw Inwentaryzacji,
  - Zespół Prasowy,
  - Sekcja Ochrony Pracy,
  - Jednoosobowe Stanowisko do spraw Ochrony Praw Człowieka,
  - Jednoosobowe Stanowisko do spraw Audytu Wewnętrznego.

## Komendanci
| stopień           | Imię i Nazwisko       | Data rozpoczęcia pełnienia funkcji | Data zakończenia pełnienia funkcji |
| ----------------- | --------------------- | ---------------------------------- | ---------------------------------- |
| podinspektor      | Roman Hula            | 13.06.1990                         | 31.07.1991                         |
| nadkomisarz       | Tadeusz Żelasko       | 01.08.1991                         | 28.10.1992                         |
| młodszy inspektor | Ryszard Mastalerz     | 29.10.1992                         | 17.12.1997                         |
| nadinspektor      | Jan Michna            | 18.12.1997                         | 15.04.1998                         |
| nadinspektor      | Mieczysław Kluk       | 16.04.1998                         | 14.11.2002                         |
| nadinspektor      | Eugeniusz Szczerbak   | 15.11.2002                         | 06.11.2003                         |
| nadinspektor      | Kazimierz Szwajcowski | 07.11.2003                         | 07.01.2007                         |
| inspektor         | Arkadiusz Pawełczyk   | 08.01.2007                         | 13.09.2007                         |
| młodszy inspektor | Zbigniew Stawarz      | 14.09.2007                         | 09.04.2008                         |
| nadinspektor      | Dariusz Biel          | 09.04.2008                         | 08.02.2012                         |
| nadinspektor      | Dariusz Działo        | 09.02.2012                         | 23.05.2013                         |
| nadinspektor      | Krzysztof Jarosz      | 24.05.2013                         | 19.02.2015                         |
| nadinspektor dr   | Jarosław Szymczyk     | 20.02.2015                         | 12.04.2016                         |
| nadinspektor dr   | Krzysztof Justyński   | 12.04.2016                         | 16.02.2021                         |
| nadinspektor      | Roman Rabsztyn        | 16.02.2021                         | 12.01.2024                         |
| inspektor dr      | Tomasz Michułka       | 1.02.2024                          | 19.06.2024                         |
| nadinspektor      | Mariusz Krzystyniak   | 20.06.2024                         |                                    |

## Jednostki podległe

### Komendy Miejskie
- Komenda Miejska Policji w Bielsku-Białej
- Komenda Miejska Policji w Bytomiu
- Komenda Miejska Policji w Chorzowie
- Komenda Miejska Policji w Częstochowie
- Komenda Miejska Policji w Dąbrowie Górniczej
- Komenda Miejska Policji w Gliwicach
- Komenda Miejska Policji w Jastrzębiu Zdroju
- Komenda Miejska Policji w Jaworznie
- Komenda Miejska Policji w Katowicach
- Komenda Miejska Policji w Mysłowicach
- Komenda Miejska Policji w Piekarach Śląskich
- Komenda Miejska Policji w Rudzie Śląskiej
- Komenda Miejska Policji w Rybniku
- Komenda Miejska Policji w Siemianowicach Śląskich
- Komenda Miejska Policji w Sosnowcu
- Komenda Miejska Policji w Świętochłowicach
- Komenda Miejska Policji w Tychach
- Komenda Miejska Policji w Zabrzu
- Komenda Miejska Policji w Żorach

### Komendy Powiatowe
- Komenda Powiatowa Policji w Będzinie
- Komenda Powiatowa Policji w Bieruniu
- Komenda Powiatowa Policji w Cieszynie
- Komenda Powiatowa Policji w Kłobucku
- Komenda Powiatowa Policji w Lublińcu
- Komenda Powiatowa Policji w Mikołowie
- Komenda Powiatowa Policji w Myszkowie
- Komenda Powiatowa Policji w Pszczynie
- Komenda Powiatowa Policji w Raciborzu
- Komenda Powiatowa Policji w Tarnowskich Górach
- Komenda Powiatowa Policji w Wodzisławiu Śląskim
- Komenda Powiatowa Policji w Zawierciu
- Komenda Powiatowa Policji w Żywcu